# Toshinobu Katsuya
Toshinobu Katsuya (Nagasaki, 2 de setembro de 1961) é um ex-futebolista profissional japonês que atuava como defensor.

## Carreira
Toshinobu Katsuya integrou a Seleção Japonesa de Futebol na Copa da Ásia, de 1992.

## Títulos
Seleção Japonesa
- Copa da Ásia de 1992